# 슈퍼 파이

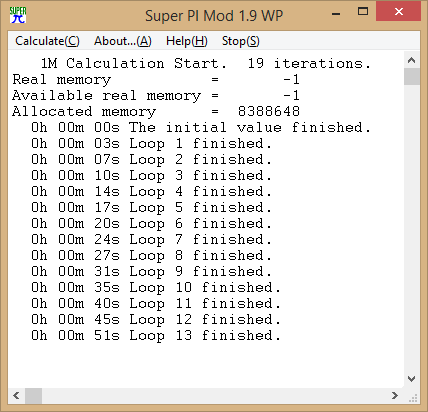

슈퍼 파이(Super PI)는 소수점 자리 이후로 (최대 32,000,000까지) 지정된 수의 숫자까지 원주율을 계산하는 컴퓨터 프로그램이다. 가우스-르장드르 알고리즘을 사용하며 1995년 가네다 야스마사가 원주율을 232까지 계산하기 위해 사용한 윈도우 이식 프로그램이다.

## 중요성
슈퍼 파이는 오버클럭 커뮤니티에서 이러한 시스템들의 성능을 테스트하기 위한 벤치마크로서, 또 올바르게 기능하는지 확인하는 스트레스 테스트로서 유명하다.